# Pacarana's
Pacarana's (Dinomyidae) zijn een familie van knaagdieren uit de parvorde Caviida en superfamilie Chinchilloidea die voorkomt in Zuid-Amerika. Er is slechts één levende soort, de pacarana (Dinomys branickii), maar er is een groot aantal grote fossiele soorten gevonden.
De familie omvat de volgende geslachten:
- Agnomys†
- Pseudodiodomys†
- Onderfamilie Eumegamyinae†
  - Artigasia†
  - Briaromys†
  - Colpostemma†
  - Doellomys†
  - Eumegamys†
  - Eumegamysops†
  - Gyriabrus†
  - Orthomys†
  - Pentastylodon†
  - Perumys†
  - Phoberomys†
  - Pseudosigmomys†
  - Telicomys†
  - Tetrastylus†
  - Josephoartigasia†
- Onderfamilie Potamarchinae†
  - Eusigmomys†
  - Olenopsis†
  - Potamarchus†
  - Scleromys†
  - Simplimus†
- Onderfamilie Dinomyinae
  - Diaphoromys†
  - Dinomys
  - Telodontomys†